# Gemstone Healer
Gemstone Healer est un jeu vidéo d’action et de rôle développé par Paradigm Creators et publié par Strategic Simulations en 1986 sur Apple II et Commodore 64. Le jeu fait suite à Gemstone Warrior, publié en 1984, dont il reprend l’univers médiéval-fantastique et le système de jeu qui combine des éléments de jeux de rôle et de jeux d’action,. Au total, Strategic Simulations a vendu 6 030 copies du jeu.
Gemstone Healer est parfois décrit comme un jeu de rôle et comme un précurseur des jeux de type action-RPG comme Diablo. D’après Matt Barton, il partage en effet des caractéristiques avec ces derniers, comme son thème médiéval fantastique, son gameplay en temps réel et sa génération aléatoire de niveaux. Il note cependant qu’en l’absence d’un système de classe et de progression des personnages, via de l’expérience ou des compétences, il ne le considère pas comme un jeu vidéo de rôle et le décrit plutôt comme un shoot 'em up. Le joueur y contrôle un personnage équipé d’une armure qui explore des donjons et tir des flèches ou des boules de feu sur ses ennemis afin de les détruire. Son objectif est de réunir les cinq parties d’un puissant artefact capable de ramener la paix et la prospérité dans le monde du jeu.